# Ole Tyme Country Music
Albums de Jerry Lee Lewis
She Even Woke Me Up to Say Goodbye
(1970) In Loving Memories: The Jerry Lee Lewis Gospel Album
(1971)
Ole Tyme Country Music est un album de Jerry Lee Lewis, enregistré sous le label Sun Records (SUN 121) et sorti en 1970,. L'album est un ensemble de sessions musicales réalisées par Sam Phillips et présente des musiques traditionnelles chantées par Jerry Lee Lewis.

## Liste des chansons
1. All Around The Watertank (Waiting For A Train) 1:37
2. Carry Me Back To Old Virginia 2:32
3. John Henry 2:31
4. Old Black Joe 2:03
5. My Blue Heaven 1:38
6. You're The Only Star (In My Blue Heaven) 2:21
7. The Crawdad Song 1:47
8. Hand Me Down My Walking Cane 2:16
9. You Are My Sunshine 2:08
10. If The World Keeps On Turning (I'll Keep On Loving You) 1:48
11. Deep Elem Blues 2:44